# Пайлан, Гаро
Гаро Пайлан (тур. Garo Paylan, арм. Կարօ Փայլան; 1972, Стамбул, Турция) — депутат Великого национального собрания Турции с 2015 года. Избран от прокурдской Демократической партии народов. В 2015 году стал одним из трёх депутатов армянского происхождения турецкого парламента (с Селиной Доган и Маркаром Есаяном).
В 1969 году родители Пайлана приехали в Стамбул из Малатьи. Отец Пайлана скончался в 1998 году.
Вступил в прокурдскую Партию мира и демократии в 2011 году, был среди учредителей левой Демократической партии народов, выступающей за права национальных меньшинств в Турции, избран в состав её ЦК.
21 апреля 2016 года на очередном заседании парламента Турции поочередно поднял вверх фотографии всех убитых османских законодателей-армян (Григор Зограб и другие) и зачитал вслух их имена, а в конце речи на армянском языке произнес: «Да благословит Господь их души» (арм. Աստված իրենց հոգին լուսավորի). Пайлан также осудил тот факт, что различные объекты в Турции носят имена организаторов и активных участников Геноцида армян. Впоследствии подвергался нападениям со стороны парламентариев от правящей партии.